# Майенн (округ)
Майенн (фр. Mayenne) — округ (фр. Arrondissement) во Франции, один из округов в регионе Страна Луары. Департамент округа — Майенн. Супрефектура — Майенн.
Население округа на 2006 год составляло 88 701 человек. Плотность населения составляет 42 чел./км². Площадь округа составляет всего 2094 км².

## Кантоны округа
- Амбриер-ле-Вале
- Бе
- Виллэн-ла-Жуель
- Горрон
- Куптрен
- Ландиви
- Лассе-ле-Шато
- Ле Ор
- Майенн-Уэст
- Майенн-Эст
- Пре-ан-Пай
- Эрне

## Коммуны округа
- Авертон
- Алексэн
- Амбе
- Амбриер-ле-Вале
- Арданж
- Арон
- Бе
- Бельжяр
- Бресе
- Буле-лез-Иф
- Виллэн-ла-Жуель
- Вильпай
- Воторт
- Вьёви
- Горрон
- Гразе
- Дезертин
- Жаврон-ле-Шапель
- Жевр
- Жублен
- Изе
- Карель
- Коломбье-дю-Плесси
- Комер
- Контест
- Кренн-сюр-Фробе
- Куптрен
- Курсите
- Куэм-Восе
- Ла-Базуж-дез-Алле
- Ла-Доре
- Ла-Паллу
- Ла-Пелерен
- Ла-Шапель-о-Рибуль
- Ла-Э-Траверсен
- Ландиви
- Ларшам
- Лассе-ле-Шато
- Ле-Ам
- Ле-Базож-Монпенсон
- Ле-Ор
- Ле-Па
- Ле-Рибе
- Ле-Усо-Бретиньоль
- Леваре
- Лесбуа
- Линьер-Оржер
- Лупфужер
- Мадре
- Майенн
- Марсие-ла-Виль
- Мартинье-сюр-Майен
- Монрёй-Пуле
- Монтене
- Монтоден
- Муле
- Нёйи-ле-Вандэн
- Паринье-сюр-Брей
- Пласе
- Понтмен
- Пре-ан-Пай
- Равиньи
- Ренн-ан-Гренуй
- Сасе
- Сен-Бертвен-ла-Таньер
- Сен-Бодель
- Сен-Дени-де-Гастин
- Сен-Жермен-д’Анкзюр
- Сен-Жермен-де-Куламе
- Сен-Жорж-Бютаван
- Сен-Жульен-дю-Терру
- Сен-Кале-дю-Дезер
- Сен-Луп-дю-Гаст
- Сен-Марс-дю-Дезер
- Сен-Марс-сюр-Кольмон
- Сен-Марс-сюр-ла-Фюте
- Сен-Мартен-де-Конне
- Сен-Пьер-де-Ни
- Сен-Пьер-сюр-Орт
- Сен-Самсон
- Сен-Сир-ан-Пай
- Сен-Тома-де-Курсерье
- Сен-Фрембо-де-Прьер
- Сент-Мари-дю-Буа
- Сент-Обен-дю-Дезер
- Сент-Обен-Фос-Лувэн
- Сент-Элье-дю-Мэн
- Сент-Эньян-де-Куптрен
- Сусе
- Тран
- Тюбеф
- Усо
- Фужероль-дю-Плесси
- Шампеон
- Шампжанетё
- Шампфремон
- Шантринье
- Шаршинье
- Шатийон-сюр-Кольмон
- Шевенье-дю-Мэн
- Эрне
- Эрсе